# Llewellyn Ivor Price
Llewellyn Ivor Price, né le 9 octobre 1905 à Santa Maria et mort le 9 juin 1980 à Rio Grande do Sul, est l'un des premiers paléontologues brésiliens. Son travail a contribué non seulement au développement de la paléontologie brésilienne mais aussi à la paléontologie mondiale. Il est à l'originire de la découverte de Staurikosaurus, le premier dinosaure découvert au Brésil.

## Biographie
Price est né à Santa Maria. Fils de parents américains, il étudie la chimie et obtient un diplôme en zoologie et géologie aux États-Unis. Après avoir été professeur à Harvard, il retourne au Brésil. Il est mort d'une crise cardiaque à Rio Grande do Sul.

## Prix
- En 1980, il reçoit le prix José Bonifácio de Andrada e Silva de la Sociedade Brasileira de Geologia[1].